# Vipujärvi (sjö i Enare, Lappland, Finland)
Vipujärvi eller Metsojärvi, (enaresamiska: Čuhčjävri) är en sjö i Finland, på gränsen till Ryssland. Den finländska delen ligger i kommunen Enare i landskapet Lappland, i den norra delen av landet, 1 000 km norr om huvudstaden Helsingfors. Vipujärvi ligger 164,5 meter över havet. Arean är 55,3 hektar och strandlinjen är 7,78 kilometer lång. Sjön  ingår i Pasvik älvs huvudavrinningsområde.   Den sträcker sig 0,8 kilometer i nord-sydlig riktning, och 1,5 kilometer i öst-västlig riktning.